# Římskokatolická farnost Čechtice
Římskokatolická farnost Čechtice (starším názvem Čechticium) je jedno z devíti územních společenství římských katolíků vlašimského vikariátu s farním kostelem sv. Jakuba Staršího. Duchovní správu území zajišťuje farář Mgr. Tomáš Filip Kábele, DiS.

## Dějiny farnosti
Roku 1350 byla v Čechticích plebánie, nejstarší zmínka o čechtickém faráři je z 6. června 1360. V letech 1420–1622 byla farnost v rukách kališníků a po jejich vypuzení zůstala pro nedostatek katolického duchovenstva neobsazená a byla spravovaná faráři z Lukavce, od roku 1654 farností v Křivsoudově. Samostatnou farností se stala opět v roce 1725 díky péči knížete Jana Leopolda Donáta z Trautsonu, který po roce 1715, kdy vyhořel hrad v Křivsoudově, přesídlil na čechtický zámek. K farnosti tehdy patřily kostely ve Zhoři, Mnichovicích a Borovnici.
V roce 1741 kostel vyhořel, roku 1794 spolu s kostelem shořela fara, škola a 32 domů, nejničivější požár postihl Čechtice v neděli 9. července 1826, kdy vyhořel i zámek. Stávající podoba kostela je dílem jeho obnovy v barokních formách po zmíněném posledním požáru.
Do 31. května 1993 byla farnost součástí královéhradecké diecéze, po 1. lednu 2008 byly připojeny farnosti Borovnice, Křivsoudov a Zhoř.

## Kostely farnosti
| Kostel                             | Místo         | Bohoslužba             | Bohoslužba             | Poznámka        |
| ---------------------------------- | ------------- | ---------------------- | ---------------------- | --------------- |
| Kostel svatého Petra a Pavla       | Borovnice     | neděle                 | 11.00                  | filiální kostel |
| Kostel svatého Filipa a Jakuba     | Mnichovice    | úterý                  | 17.00 (18.00)          | filiální kostel |
| Kostel svatého Jakuba Staršího     | Čechtice      | neděle čtvrtek         | 08.00 17.00            | farní kostel    |
| Kostel Narození Panny Marie        | Křivsoudov    | neděle pátek           | 09.30 16.00 (18.00)    | filiální kostel |
| Kostel Povýšení svatého Kříže      | Zhoř          | sobota                 | 16.00                  | filiální kostel |
| Kostel svaté Kateřiny              | Jeníkov       | neslouží se pravidelně | neslouží se pravidelně | filiální kostel |
| Kaple Nejsvětějšího Srdce Ježíšova | Lhota Bubeneč | neslouží se pravidelně | neslouží se pravidelně | kaple           |
| Kaple svatého Jana Nepomuckého     | Chmelná       | středa                 | 15.30                  | kaple           |